# Rzepiska (województwo kujawsko-pomorskie)
Rzepiska – wieś w Polsce położona w województwie kujawsko-pomorskim, w powiecie radziejowskim, w gminie Piotrków Kujawski.
W latach 1975–1998 miejscowość administracyjnie należała do województwa włocławskiego.
Urodził się tu Leon Będkowski herbu Prawdzic – major kawalerii Wojska Polskiego.